# Луи-Александър дьо Бурбон
Луи-Александър дьо Бурбон (на френски: Louis-Alexandre de Bourbon, comte de Toulouse; * 6 юни 1678, Версай, Кралство Франция; † 1 декември 1737, Франция)) е най-малкият син на Луи XIV и неговата метреса мадам дьо Монтеспан. Носи имената на баща си и Александър Велики. Узаконен е от краля на 3-годишна възраст и получава титлата „граф на Тулуза“.

## Живот

### Детство
По време на последната си бременност мадам дьо Монтеспан вече е започнала да губи влиянието си върху Луи XIV. Новата фаворитка е бившата ѝ придворна дама – маркиза дьо Ментнон. Макар и скромна и предпазлива, Ментнон показва разочарованието си от новата бременност на Монтеспан. Тя вече отглежда петте ѝ по-големи деца и ги обича като свои собствени. Ражда се „божествено малко същество, което грабва веднага всяко сърце“. Дават го за отглеждане на госпожите Колбер и Жюсак, а не на Ментнон, което вероятно му се отразява положително, защото израства със силен и независим характер. Той обаче не е много близък с по-големите си братя – Луи-Огюст, херцог на Мен и Луи-Сезар, граф на Вексан.
През 1681 г. кралят официално го признава за свой син и му дава правото да се нарича с фамилното име Бурбон. Три години по-късно го прави лейтенант от полка, наречен на негово име. Този пост разбира се е символичен, но е запазен за принца, когато порасне. Освен това кралят му обещава и мястото на адмирал на Франция, но след години. Този пост остава свободен.

### Адмирал и „принц по кръв“
Детството на момчето приключва през 1692 г., когато кралят го взема със себе си на бойното поле. В разгара на Деветгодишната война (1688 – 1697) те присъстват на обсадата на Намюр, където Луи-Александър е ранен леко в ръката. Следва цяла серия от повишения – полковник (mestre de camp, 1693), бригаден генерал (maréchal de camp, 1696), генерал-лейтенант (lieutenant-général des armées du Roi, 1697). Получава и по-висока аристократична титла – става херцог на Пентиевър и на Рамбуйе.
Описан накратко, Луи-Александър е „симпатичен, но не много интелигентен“. Той е най-успешният от синовете на Луи XIV на бойното поле. Престолонаследникът Луи (Великият дофин) е пълно разочарование. Херцог дю Мен също не е създаден за война, а и маркиза дьо Ментнон се противопоставя да бъде воден отново в битка. В началото на Войната за испанското наследство Луи-Александър е издигнат до адмирал и поема командването на една ескадра. Точно той командва французите в най-голямата морска битка от войната – при Малага през 1704 г. Тя представлява усилие да се прогонят англичаните от Гибралтар, където току-що са се настанили. Графът не полага достатъчно усилия, разминава се с англичаните след кратка престрелка и не спасява Гибралтар.
През 1714 г., по време на най-дълбоката криза на френското наследство, Луи XIV е убеден от Ментнон (негова втора съпруга) да издигне Мен и Тулуз в „принцове по кръв“ (princes du sang). Тогава само за три години цялото наследство Краля-слънце се стопява и това е предпазна мярка. Двамата синове на метресата получават правото да наследят престола, ако всички законни наследници починат. Това предизвиква множество протести и през 1717 г. решението е отменено. Междувременно Луи XIV е починал, оставяйки регентство на малкия си правнук, в което Мен и Тулуз са включени. Основният регент обаче – Филип II Орлеански – неутрализира конкурентите си и поема властта сам.

### След смъртта на Луи XIV
Оттук съдбата на двамата братя е различна. Докато Мен се замесва в Конспирацията Селамар и е арестуван, Тулуз е харесван от целия елит и се издига до министър на флота. Междувременно той има син от метресата си Мадлен Омонт – Филип-Огюст дьо Сен-Фоа (1721 – 1795). Жени се през 1723 г. за Мари-Виктоар-Софи, дъщеря на маршал дьо Ноай. Това става тайно поради сериозна причина. Мари-Виктоар е вдовица на внук на мадам дьо Монтеспан от законния ѝ съпруг. Ето защо Тулуз се оказва чичо на първия ѝ мъж, макар че е по-малък. Дори разкрепостеното общество в началото на XVIII в. трудно би приело ситуацията. Те имат син – Луи-Жан-Мари дьо Бурбон (1725 – 1793), който проема титлата херцог на Пентиевр и в един етап от живота си става най-богатия човек във Франция.
Тулуз е ценен и от младия Луи XV. Кралят често го взема със себе си на лов. Допитва се по различни въпроси. Графът се оказва достатъчно мъдър да се предпази от интригите в двора и да не се компрометира. В началото на 30-те години се оттегля в Рамбуйе, където умира през 1737 г.